# Sarasadat Chademalszari’e
Sarasadat Chademalszari’e, Sarasadat Khademalsharieh, Sara Khadem (pers. ‏ساراسادات خادم‌الشریعه‎; ur. 10 marca 1997 w Teheranie) – irańska szachistka, arcymistrzyni od 2016 roku. Od sezonu 2014/15 zawodniczka Hamburger SK.

## Kariera szachowa
Wielokrotnie reprezentowała Iran na mistrzostwach świata i Azji juniorek w różnych kategoriach wiekowych, zdobywając cztery medale mistrzostw świata: złoty (Kemer 2009 – do 12 lat), srebrny (Pune 2014 – do 20 lat) oraz dwa brązowe (Caldas Novas 2011 – do 14 lat, Al-Ajn 2013 – do 16 lat), jak również dwa srebrne medale mistrzostw Azji (2009 – do 14 lat oraz 2013 – do 18 lat).
W 2009 r. zdobyła srebrny medal indywidualnych mistrzostw Iranu kobiet. Zwyciężyła w mistrzostwach Iranu kobiet 2015. Normę na tytuł arcymistrzyni wypełniła w 2016 roku w Teheranie.
Na mistrzostwach świata kobiet w 2018 roku zajęła drugie miejsce zarówno w szachach szybkich, jak i błyskawicznych.
Reprezentowała Iran w turniejach drużynowych, m.in.:
- dwukrotnie na olimpiadach szachowych (w latach 2012, 2014)[8],
- trzykrotnie na drużynowych mistrzostwach Azji (w latach 2009, 2012, 2014); trzykrotna medalistka: wspólnie z drużyną – dwukrotnie brązowa (2009, 2014) oraz indywidualnie – brązowa (2012 – na III szachownicy)[9],
- na olimpiadzie szachowej juniorów do 16 lat (w roku 2013)[10].

Najwyższy ranking w dotychczasowej karierze osiągnęła 1 września 2014 r., z wynikiem 2366 punktów zajmowała wówczas 90. miejsce na światowej liście FIDE, jednocześnie zajmując 1. miejsce wśród irańskich szachistek.
W grudniu 2022, podczas mistrzostw świata w szachach szybkich w Ałmaty – inaczej niż na wcześniejszych turniejach – wystąpiła bez hidżabu, co odebrano jako gest poparcia dla trwających w Iranie protestów. Po zakończeniu turnieju szachistka nie wróciła już do kraju; od tego czasu ukrywa się wraz z mężem i synem na terenie Hiszpanii, natomiast władze Iranu wydały nakaz jej aresztowania.
Zamężna z reżyserem filmowym Ardeszirem Ahmadim, z którym ma syna (ur. 2022).